# James Booth (Landschaftsgärtner)
James Booth (* 16. Februar 1770 in Larbert; † 25. Dezember 1814 in Klein Flottbek) war ein schottischer Landschaftsgärtner und Baumschulenbesitzer.

## Leben
James Booth war der Sohn einer angesehenen alten schottischen Familie. Sein gleichnamiger Vater besaß eine Baumschule in Falkirk. Der Hamburger Kaufmann, Sozialreformer und Landwirt Caspar Voght lernte den damals 25-jährigen Gärtner James Booth auf einer ausgedehnten England-Schottland-Reise (1793–1795) kennen.
Die Aufzucht von Jungpflanzen in Baumschulen war seinerzeit in Deutschland nahezu unbekannt. Während hierzulande Stämme im Alter von 10 bis 15 Jahre verpflanzt wurden, wurden in Schottland Jungpflanzen großflächig angebaut und als 4- bis 5-jährige Pflanzen zum Kauf angeboten. Sie waren nicht nur preiswerter, sondern wuchsen auch nach einer Umsetzung besser an. Die Investition in eine Baumschule versprach daher nicht nur wegen einer steigenden Nachfrage nach Bauholz, sondern auch wegen der Möglichkeit, große Heideflächen im Nordwesten von Altona aufzuforsten, lukrativ zu werden. Beeindruckt von den Anpflanzungen in Schottland überzeugte Voght Booth, sich an der Elbe anzusiedeln und den Betrieb einer Baumschule zu übernehmen.

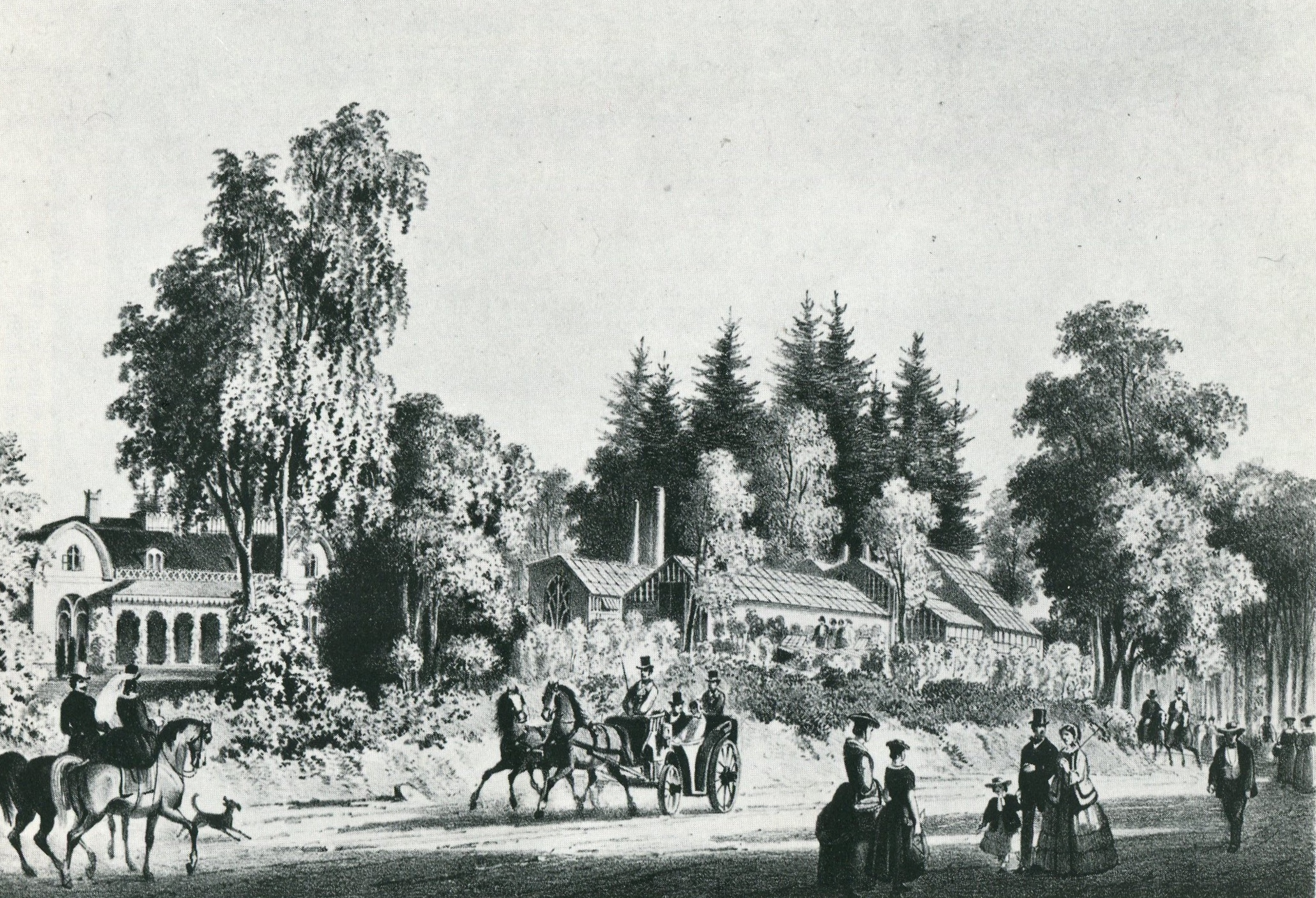
Baumschule von Booth in Flottbek um 1855, Lithografie von Wilhelm Heuer

Mit seiner Ehefrau Mary Elisabeth Richmond (1776–1826) zog James Booth 1795 nach Klein-Flottbek westlich von Altona, wo Voght bereits ein Gelände von 4 Hektar für den Betrieb einer Baumschule hatte anlegen lassen. Unter dem Namen „Flottbeker Baumschule“ wurde ab 1797 das kleine Unternehmen betrieben. Booth bezog ein jährliches Gehalt von „1500 bis 2000 Mark“. Im Jahr 1802 wurde mit dem Verkauf von Sträuchern und Bäumen begonnen und im Jahr 1804 mit dem Handel von Samen, u. a. Grassamen.
Mit finanzieller Unterstützung von Caspar Voght hatte Lucas Andreas Staudinger 1797 auf dessen Pachthof eine landwirtschaftliche Lehr- und Erziehungsanstalt errichtet. Hier brachte James Booth sein Wissen über den Obst- und Gemüseanbau ein, Staudinger hielt Vorträge zur Landwirtschaft, der Apotheker Johann Gottfried Schmeisser in Chemie unter Berücksichtigung der Besonderheiten der Landwirtschaft, ein Herr Wolters im Fach Physik und der aus Wien vertriebene Mediziner Johann Gottlieb Wolstein hielt Vorträge über Haustiere, sowie zur Zucht und zu Krankheiten. Die Lehrzeit war auf drei Jahre festgelegt.

### James Booth & Söhne
Voght hatte sich 1812 wegen des ausbleibenden geschäftlichen Erfolges infolge der Belagerung und Besetzung Hamburgs aus der gemeinsam betriebenen „Flottbeker Baumschule“ zurückgezogen. Die Baumschule wurde unter den Namen „James Booth & Söhne“ fortgeführt. Der Zusatz „& Söhne“ wurde verwendet, da er seine Söhne als Teilhaber zu beteiligen beabsichtigte. Im November 1813 hatte der die französischen Truppen in Hamburg kommandierende Marschall Davout aufgrund der schlechten Versorgungslage in der Stadt 30.000 mittellose Bürger Richtung Altona vertrieben und auf diese Weise die schwierige Lage nochmals verschärft. Caspar Voghts Landwirtschaft war zerstört worden. Die Perspektive für das Unternehmen war alles andere als vielversprechend.
James Booth verstarb 1814 in Klein-Flottbek. Sein Grab liegt auf dem Nienstedtener Friedhof.
Die Baumschule James Booth & Söhne wurde zunächst vermutlich von einem erfahrenen Gärtner und dem erst zwanzigjährigen Sohn James Godfrey Booth fortgeführt, da die Söhne John Richmond Booth und George jünger und noch ohne Ausbildung waren. Ab 1828 bis zu seinem Tod war John Richmond Booth alleiniger Inhaber.

### Kein Landschaftsarchitekt
In Veröffentlichungen zum Jenischpark und zu Caspar Voght ist wiederholt zu lesen, James Booth habe an der Planung und Gestaltung des Mustergutes mitgewirkt. Das entspricht nicht dem heutigen Kenntnisstand. James Booth kümmerte sich als Gärtner ausschließlich um die Baumschule. Entsprechende Hinweise finden sich bei Piter Poel, der mit Caspar Voght befreundet war. Er berichtete von zwei Personen, die eingestellt wurden, „einem geschickten Gärtner zur Anlegung einer Baumschule“ (= James Booth) und einem „geschickten Landmann aus Schottland“. Dieser für die Gestaltung zuständige „Landmann“ hieß Alexander Rogers. Voght entließ ihn allerdings nach wenigen Jahren, da er mit dessen Arbeit und Umgang mit den Landarbeitern nicht zufrieden war. Voght vermittelte ihn an den russischen Grafen Romanzow, für den er in St. Petersburg tätig wurde. Booth pflanzte in der fraglichen Zeit vermutlich 400.000 Bäume.

## Ehrungen
1930 wurde der Boothsweg in Osdorf nach James Booth benannt.